# David Widder
David Widder (anglès: David Vernon Widder)  (Harrisburg, 25 de març de 1898 - Arlington, 8 de juliol de 1990) va ser un matemàtic estatunidenc.
Widder va fer els estudis secundaris a la seva vila natal i el 1916 es va matricular a la universitat Harvard. El 1917 va haver d'interrompre els estudis per la Primera Guerra Mundial, ja que va fer de calculador civil al camp de proves d'Aberdeen (Maryland), Aberdeen Proving Ground. Fent treballs extraordinaris, es va graduar el 1920 i l'any següent va anar a París per ampliar estudis. A final de 1921 va tornar a Harvard on va obtenir el doctorat el 1924 amb una tesi dirigida per George Birkhoff.
Des de 1924 fins a 1930 va ser professor de matemàtiques al Bryn Mawr College excepte un any sabàtic que va estar a la universitat de Chicago. El 1930 va ser nomenat professor simultàniament del Radcliffe College i de la universitat Harvard on va romandre tota la resta de la seva vida acadèmica. El 1935 va participar en la primera conferència topològica internacional de Moscou.
Els treballs de recerca de Widder van ser en anàlisi matemàtica clàssica.